# A Hotel Transzilvánia: A sorozat epizódjainak listája
A Hotel Transzilvánia: A sorozat című amerikai televíziós animációs sorozat epizódjainak listája.

## Évados áttekintés
| Évad | Évad | Epizódok | Eredeti sugárzás | Eredeti sugárzás  | Magyar sugárzás   | Magyar sugárzás      |
| Évad | Évad | Epizódok | Évadpremier      | Évadfinálé        | Évadpremier       | Évadfinálé           |
| ---- | ---- | -------- | ---------------- | ----------------- | ----------------- | -------------------- |
|      | 1    | 26       | 2017. június 25. | 2018. október 25. | 2017. október 30. | 2018. szeptember 28. |
|      | 2    | 26       | 2019. október 8. | 2020. október 29. | TBA               | TBA                  |

## Epizódok

### 1. évad (2017-2018)
| #   | #   | Eredeti cím                            | Magyar cím                            | Rendezte   | Írta                         | Eredeti premier     | Magyar premier       |
| --- | --- | -------------------------------------- | ------------------------------------- | ---------- | ---------------------------- | ------------------- | -------------------- |
| 1.  | 1.  | Enter the Nosepicker                   | Orrpiszka színre lép                  | Robin Budd | Mark Steinberg               | 2017. június 25.    | 2017. október 30.    |
| 1.  | 1.  | Hide & Shriek                          | Aki bújt, aki nem                     | Robin Budd | Ben Joseph                   | 2017. június 25.    | 2017. október 30.    |
| 2.  | 2.  | Bad Friday                             | Péntek esti frász                     | Robin Budd | Alex Ganetakos               | 2017. június 26.    | 2017. október 31.    |
| 2.  | 2.  | Hoop Screams                           | Kezelhetetlen kezek                   | Robin Budd | Emer Connon                  | 2017. június 26.    | 2017. október 31.    |
| 3.  | 3.  | Buggin' Out                            | Bogarasok                             | Robin Budd | Alice Prodanou               | 2017. június 27.    | 2017. november 1.    |
| 3.  | 3.  | How Do You Solve a Problem Like Medusa | Hogyan lágyítsuk meg a merev Medúzát? | Robin Budd | Andrew Harrison              | 2017. június 27.    | 2017. november 1.    |
| 4.  | 4.  | Adventures in Vampiresitting           | Borzalmas bébicsősz                   | Robin Budd | Mark Steinberg               | 2017. június 28.    | 2017. november 2.    |
| 4.  | 4.  | Phlegm Ball                            | Vérmes versengés                      | Robin Budd | Ben Joesph                   | 2017. június 28.    | 2017. november 2.    |
| 5.  | 5.  | Wendy Big and Tall                     | Wendy kinövi magát                    | Robin Budd | Emer Connon                  | 2017. június 29.    | 2017. november 3.    |
| 5.  | 5.  | Doppelfanger                           | Duplán durva                          | Robin Budd | Andrew Harrison              | 2017. június 29.    | 2017. november 3.    |
| 6.  | 6.  | Great Eggspectations                   | Csetlő-botló kotlós                   | Robin Budd | Alice Prodanou               | 2017. július 2.     | 2017. november 6.    |
| 6.  | 6.  | Hotel Pennsylvania                     | Hotel Katasztrófia                    | Robin Budd | Andrew Harrison              | 2017. július 2.     | 2017. november 6.    |
| 7.  | 7.  | Breakfast at Lydia's                   | Kajacsata                             | Robin Budd | Ben Joesph                   | 2017. július 16.    | 2017. november 7.    |
| 7.  | 7.  | The Trouble with Wendies               | Temérdek Wendy                        | Robin Budd | Alex Ganetakos               | 2017. július 16.    | 2017. november 7.    |
| 8.  | 8.  | Frankenstunt                           | Fergeteges forgatás                   | Robin Budd | Andrew Harrison              | 2017. július 23.    | 2017. november 8.    |
| 8.  | 8.  | What About Blob?                       | Szállingózó szállóvendégek            | Robin Budd | Mark Steinberg               | 2017. július 23.    | 2017. november 8.    |
| 9.  | 9.  | Curse Club                             | Átokfajzat                            | Robin Budd | Alice Prodanou               | 2017. július 30.    | 2017. november 9.    |
| 9.  | 9.  | Casket if You Can                      | Kóborló koporsó                       | Robin Budd | Emer Connon                  | 2017. július 30.    | 2017. november 9.    |
| 10. | 10. | A Scare to Remember                    | Rombadőlt románc                      | Robin Budd | Ben Joesph                   | 2017. augusztus 6.  | 2017. november 10.   |
| 10. | 10. | Hank and the Real Boy                  | Emberveszedelem                       | Robin Budd | Alice Prodanou               | 2017. augusztus 6.  | 2017. november 10.   |
| 11. | 11. | The Wrapture                           | Múmia-mánia                           | Robin Budd | Alex Ganetakos               | 2017. augusztus 13. | 2018. február 23.    |
| 11. | 11. | Becoming Klaus                         | Kuzin rutin                           | Robin Budd | Emer Connon                  | 2017. augusztus 13. | 2018. február 23.    |
| 12. | 12. | 116 Candles                            | Túlvilági tinik                       | Robin Budd | Andrew Harrison              | 2017. október 1.    | 2018. február 27.    |
| 12. | 12. | Stop or my Mummy will Shout            | Múmia mami-mánia                      | Robin Budd | Ben Joesph                   | 2017. október 1.    | 2018. február 27.    |
| 13. | 13. | The Legend of Pumpkin Guts             | Tökkirály legenda                     | Robin Budd | Mark Steinberg               | 2017. október 8.    | 2018. február 28.    |
| 14. | 14. | Fright of Hand                         | Frásztörő mutatvány                   | Robin Budd | Alex Ganetakos               | 2017. október 15.   | 2018. március 1.     |
| 14. | 14. | Dude Where's My Garlic?                | Méregkeverők                          | Robin Budd | Emer Connon                  | 2017. október 15.   | 2018. március 1.     |
| 15. | 15. | Bat Flap Fever                         | Szállunk végrendelkezésére            | Robin Budd | Ben Joseph                   | 2017. október 22.   | 2018. március 2.     |
| 15. | 15. | Thumb and Thumber                      | Ujj-donsült unokatesó                 | Robin Budd | Alice Prodanou               | 2017. október 22.   | 2018. március 2.     |
| 16. | 16. | Brain Drain                            | Esztelen veszedelem                   | Robin Budd | Alice Prodanou               | 2017. november 4.   | 2018. május 5.       |
| 16. | 16. | Hair Today, Gone Tomorrow              | Hajszál híján harc                    | Robin Budd | Andrew Harrison              | 2017. november 4.   | 2018. május 5.       |
| 17. | 17. | Drop The Needle                        | A tű fokán                            | Robin Budd | Alex Ganetakos               | 2017. november 11.  | 2018. május 12.      |
| 17. | 17. | Really Gross Anatomy                   | Kínlódó kuruzsló                      | Robin Budd | Emer Connon                  | 2017. november 11.  | 2018. május 12.      |
| 18. | 18. | The Fright Before Creepmas             | Horrorcsonyi lidércnyomás             | Robin Budd | Andrew Harrison              | 2017. december 2.   | 2018. december 25.   |
| 19. | 19. | Exit Sandman                           | Rémálom-fejtők                        | Robin Budd | Alice Prodanou               | 2018. október 15.   | 2018. május 26.      |
| 19. | 19. | Roadkill Trip                          | Haláli kitérő                         | Robin Budd | Ben Joseph                   | 2018. október 15.   | 2018. május 26.      |
| 20. | 20. | Fried Mean Tomatoes                    | Konyha kalamajka                      | Robin Budd | Andrew Harrison              | 2018. október 16.   | 2018. június 2.      |
| 20. | 20. | Top Wing                               | Szárnysegédek                         | Robin Budd | Emer Connon                  | 2018. október 16.   | 2018. június 2.      |
| 21. | 21. | Four Monsters and a Funeral            | Szellemes temetés                     | Robin Budd | Alice Prodanou               | 2018. október 17.   | 2018. szeptember 24. |
| 21. | 21. | Rainbow Doom                           | Sírhant vész                          | Robin Budd | Ben Joseph és Mike D'Ascenzo | 2018. október 17.   | 2018. szeptember 24. |
| 22. | 22. | Drac to the Future                     | Az irodalom visszavág                 | Robin Budd | Alex Ganetakos               | 2018. október 18.   | 2018. május 19.      |
| 23. | 23. | Gorytelling                            | Hírbehozó hírmondó                    | Robin Budd | Ben Joseph                   | 2018. október 22.   | 2018. szeptember 25. |
| 23. | 23. | A Few Good Monsters                    | Rettentő rejtély                      | Robin Budd | Andrew Harrison              | 2018. október 22.   | 2018. szeptember 25. |
| 24. | 24. | Mummyfest Destiny                      | A nagy zaba ára                       | Robin Budd | Alex Ganetakos               | 2018. október 23.   | 2018. szeptember 26. |
| 24. | 24. | Bandages for Brothers                  | Bajlódó bajtársak                     | Robin Budd | Andrew Harrison              | 2018. október 23.   | 2018. szeptember 26. |
| 25. | 25. | Creepover Party                        | Pokoli pizsiparti                     | Robin Budd | Mark Steinberg               | 2018. október 24.   | 2018. szeptember 27. |
| 25. | 25. | Frankenstein and Son                   | Fergeteges forgatás                   | Robin Budd | Alice Prodanou               | 2018. október 24.   | 2018. szeptember 27. |
| 26. | 26. | Fangceanera                            | Szülinapi baljós buli                 | Robin Budd | Mark Steinberg               | 2018. október 25.   | 2018. szeptember 28. |

### 2. évad (2019-2020)
| #   | #   | Eredeti cím                              | Magyar cím | Rendezte   | Írta                         | Eredeti premier   | Magyar premier |
| --- | --- | ---------------------------------------- | ---------- | ---------- | ---------------------------- | ----------------- | -------------- |
| 27. | 1.  | Welcome to Human Park                    |            | Robin Budd | Ben Joseph                   | 2019. október 8.  |                |
| 27. | 1.  | Must Scream TV                           |            | Robin Budd | Josh Gal                     | 2019. október 8.  |                |
| 28. | 2.  | Married to the Blob                      |            | Robin Budd | Mark Steinberg               | 2019. október 9.  |                |
| 29. | 3.  | Portrait of Mavis as a Young Vampire     |            | Robin Budd | Ben Joseph                   | 2019. október 10. |                |
| 29. | 3.  | Goo Crush                                |            | Robin Budd | Josh Gal                     | 2019. október 10. |                |
| 30. | 4.  | Freakerheads                             |            | Robin Budd | Ben Joseph                   | 2019. október 11. |                |
| 30. | 4.  | For Whom the Smell Tolls                 |            | Robin Budd | Alex Ganetakos               | 2019. október 11. |                |
| 31. | 5.  | Cries and Dolls                          |            | Robin Budd | Josh Gal                     | 2019. október 15. |                |
| 31. | 5.  | Hypnosferatu                             |            | Robin Budd | Alex Ganetakos               | 2019. október 15. |                |
| 32. | 6.  | Best Friends Furever                     |            | Robin Budd | Alice Prodanou               | 2019. október 16. |                |
| 32. | 6.  | Fantasy Vamp                             |            | Robin Budd | Ben Joseph                   | 2019. október 16. |                |
| 33. | 7.  | Stepmonsters                             |            | Robin Budd | Mark Steinberg               | 2019. október 17. |                |
| 33. | 7.  | Better Know Your Mavis                   |            | Robin Budd | Mark Steinberg               | 2019. október 17. |                |
| 34. | 8.  | The Northern Frights                     |            | Robin Budd | Ben Joseph                   | 2019. október 18. |                |
| 34. | 8.  | Don't Fear the Realtor                   |            | Robin Budd | Josh Gal                     | 2019. október 18. |                |
| 35. | 9.  | Holy Babies                              |            | Robin Budd | Shawn Kalb                   | 2019. október 21. |                |
| 35. | 9.  | Aunt Lydia's New Clothes                 |            | Robin Budd | Emer Connon                  | 2019. október 21. |                |
| 36. | 10. | I Only Have Eyes for Goo                 |            | Robin Budd | Ben Joseph                   | 2019. október 22. |                |
| 36. | 10. | Talk Blobbish to M                       |            | Robin Budd | Josh Gal                     | 2019. október 22. |                |
| 37. | 11. | Wand Ambition                            |            | Robin Budd | Shawn Kalb                   | 2019. október 23. |                |
| 37. | 11. | Lost in Transylvation                    |            | Robin Budd | Emer Connon                  | 2019. október 23. |                |
| 38. | 12. | The Song Remains Asleep                  |            | Robin Budd | Ben Joseph                   | 2019. október 24. |                |
| 38. | 12. | Baby Got Hunchback                       |            | Robin Budd | Ben Joseph és Mike D'Ascenzo | 2019. október 24. |                |
| 39. | 13. | Afterlifestyles of the Rich and Mavis    |            | Robin Budd | Mark Steinberg               | 2019. október 25. |                |
| 39. | 13. | The Mavysitters Club                     |            | Robin Budd | Alice Prodanou               | 2019. október 25. |                |
| 40. | 14. | A Year Without Creepmas                  |            | Robin Budd | Andrew Harrison              | 2019. december 7. |                |
| 41. | 15. | Casualties of Wart                       |            | Robin Budd | Emer Connon                  | 2020. október 3.  |                |
| 41. | 15. | When the Afterlife Gives You Phlegmonade |            | Robin Budd | Shawn Kalb                   | 2020. október 3.  |                |
| 42. | 16. | Undead Red                               |            | Robin Budd | Ben Joseph                   | 2020. október 4.  |                |
| 42. | 16. | Klaus of the Rising Sun                  |            | Robin Budd | Josh Gal                     | 2020. október 4.  |                |
| 43. | 17. | Say Princess to the Dress                |            | Robin Budd | Emer Connon                  | 2020. október 10. |                |
| 43. | 17. | The Naming of the Shrew                  |            | Robin Budd | Ben Joseph és Mike D'Ascenzo | 2020. október 10. |                |
| 44. | 18. | Death Becomes Him                        |            | Robin Budd | Alice Prodanou               | 2020. október 11. |                |
| 44. | 18. | Purse of the Mummy                       |            | Robin Budd | Mark Steinberg               | 2020. október 11. |                |
| 45. | 19. | Cape Boss                                |            | Robin Budd | Ben Joseph és Mike D'Ascenzo | 2020. október 17. |                |
| 45. | 19. | Diner of the Dead                        |            | Robin Budd | Josh Gal                     | 2020. október 17. |                |
| 46. | 20. | Six Feet Undercover Boss                 |            | Robin Budd | Ben Joseph                   | 2020. október 18. |                |
| 46. | 20. | Ghost Effect                             |            | Robin Budd | Josh Gal                     | 2020. október 18. |                |
| 47. | 21. | World Wide Wendy                         |            | Robin Budd | Emer Connon                  | 2020. október 24. |                |
| 47. | 21. | Stuck in the Middle With Goo             |            | Robin Budd | Alice Prodanou               | 2020. október 24. |                |
| 48. | 22. | The Shawhank Redemption                  |            | Robin Budd | Ben Joseph                   | 2020. október 25. |                |
| 48. | 22. | Friendship Is Tragic                     |            | Robin Budd | Alice Prodanou               | 2020. október 25. |                |
| 49. | 23. | Cursery Rhymes                           |            | Robin Budd | Emer Connon                  | 2020. október 26. |                |
| 49. | 23. | I Did It All for the Cookie              |            | Robin Budd | Shawn Kalb                   | 2020. október 26. |                |
| 50. | 24. | Fangs for the Memories                   |            | Robin Budd | Ben Joseph                   | 2020. október 27. |                |
| 50. | 24. | Sleepers Creepers                        |            | Robin Budd | Josh Gal                     | 2020. október 27. |                |
| 51. | 25. | Polterguest                              |            | Robin Budd | Alice Prodanou               | 2020. október 28. |                |
| 51. | 25. | Hair Raiser                              |            | Robin Budd | Emer Connon                  | 2020. október 28. |                |
| 52. | 26. | What Lycidias Beneath                    |            | Robin Budd | Mark Steinberg               | 2020. október 29. |                |

### Rövidfilmek
| #  | #  | Eredeti cím                   | Magyar cím | Eredeti premier    | Magyar premier     |
| -- | -- | ----------------------------- | ---------- | ------------------ | ------------------ |
| 1. | 1. | Summer Vacation               |            | 2017. június 9.    |                    |
| 2. | 2. | Drac Be Trippin               |            | 2017. június 11.   | 2021. január 1.    |
| 3. | 3. | Who's the Boss                |            | 2017. június 18.   | 2020. december 22. |
| 5. | 5. | Nothing But Web: Tricks Shots |            |                    | 2021. január 1.    |
| 6. | 6. | Humie Repellent               |            | 2017. december 26. |                    |
| 7. | 7. | Ballad of Mavis               |            | 2017. június 24.   |                    |